# Andrea Toniato
Andrea Toniato (né le 27 février 1991 à Cittadella) est un nageur italien, spécialiste de la brasse.
Il mesure 1,82 m pour 82 kg et appartient au club GN Fiamme Gialle. Son entraîneur est	Tamás Gyertyánffy.
Il détient le record italien du 50 m brasse en 27 s 06, obtenu le 8 juillet 2015.
Il remporte deux médailles d'or lors de l'EYOF 2007, sur 100 m brasse et relais 4 x 100 m nage libre. Il remporte la médaille de bronze des championnats du monde juniors 2008 sur 50 m brasse et termine 4e du 100 m brasse.
Il remporte ensuite le titre des Championnats d'Europe juniors 2009 en battant le record d'Europe juniors. Lors des Universiades 2013, il est médaille d'argent sur 50 m brasse, placement qu'il confirme en 2015. lors des Championnats d'Europe 2016, il termine au pied du podium du 100 m brasse.